# 斯滕博克馆
斯滕博克馆是位於愛沙尼亞首都塔林的一座新古典主義建築，也是愛沙尼亞政府的所在地。斯滕博克馆修建於1787年。自2000年開始，斯滕博克馆成為愛沙尼亞的政府所在地。